# دیوید تورنتون (هنرپیشه)
دیوید تورنتون (انگلیسی: David Thornton؛ زادهٔ ۱۲ ژوئن ۱۹۵۳) هنرپیشه اهل ایالات متحده آمریکا است.

## گزید پویا
- مردان محترم (۱۹۹۰)
- خانم پارکر و محفل شرور (۱۹۹۴)
- جستجو و نابود کردن (۱۹۹۵)
- اگر لوسی سقوط می‌کرد (۱۹۹۶)
- قلاب ستاره‌ها را باز کنید (۱۹۹۶)
- تنها در خانه ۳ (۱۹۹۷)
- اون خیلی دوست‌داشتنیه (۱۹۹۷)
- آخرین روزهای دیسکو (۱۹۹۸)
- هنر عالی (۱۹۹۸)
- شیفته (۲۰۰۲)
- ایکس‌ایکس‌/ایکس‌وای (۲۰۰۲)
- جان کیو (۲۰۰۲)
- دیباچه (۲۰۰۳)
- دفترچه خاطرات (۲۰۰۴)
- آلفا داگ (۲۰۰۶)
- محافظ خواهرم (۲۰۰۹)
- زن دیگر (۲۰۱۴)